# Le Mari de l'ambassadeur

Le Mari de l'ambassadeur est un feuilleton télévisé français réalisé par François Velle et diffusé sur Antenne 2 à partir du 19 septembre 1990. François Velle est coauteur du scénario, avec ses parents, la romancière Frédérique Hébrard, et son père Louis Velle, acteur principal de la série. Le feuilleton est une adaptation du roman éponyme de Frédérique Hébrard.

## Scénario
Le jour de son mariage avec le milliardaire Jimmy Harper, Sixtine Bader, avocate internationale de renom et Ambassadeur de France, fait la rencontre de Pierre-Baptiste Lambert, brillant chercheur à l'Institut Pasteur. Ils tombent instantanément amoureux l'un de l'autre. De Paris à Rome, de l'Amérique centrale à Baïkonour, leurs chemins se croisent, s'éloignent et se retrouvent, et leur histoire se forge, au-delà de tous les obstacles.

## Fiche technique
- Metteur en scène : François Velle
- Scénario : Frédérique Hébrard, Louis Velle, François Velle
- Producteur exécutif : Nicolas Velle
- Distribution : Koba Film
- Musique : John Patrick Millow

## Distribution
- Louis Velle : Pierre-Baptiste Lambert
- Diane Bellego : Sixtine Bader / Harper / Lambert
- Michael McStay : Jimmy Harper
- Wolf Harnisch : Hérode Krataclydès
- Jacques Sereys : Tancrède de Foy
- Danielle Volle : Evangéline
- Christian Kolhund : Mathias
- Juliette Degenne : Marine
- Gérard Ambroselli : Morand Bader
- Yves Afonso : Langlois
- Milena O'Hara : Claret Harper Lambert
- Marie-Christine Adam : Lucrèce
- Jean-Marie Balembois : Iago
- François Guétary : Frédéric Lambert
- Amélie Pick : Louise
- Paulette Frantz : Rosita
- Jacqueline Jefford : Mme Delamotte
- Takashi Kawahara : Toshiro
- Jean Pignol : Marolles
- Delphine Rich : Arielle
- Jeanne Schlagdenhauffen : Katel
- Anne Macina : Clotilde
- Jean Martin : Urbain
- Clément Michu : Le Maire
- Nicole Maurey : Nicole, Dr de l'institut Pasteur

## Nominations
Le Mari de l'ambassadeur a été nommé aux 7 d'or 1990, dans deux catégories :
- Meilleur directeur : François Velle
- Meilleur scénario : Frédérique Hébrard et Louis Velle